# Lintel (Hude)
Lintel ist ein Ortsteil der Gemeinde Hude (Oldenburg) im niedersächsischen Landkreis Oldenburg.

## Geografie
Der Ortsteil liegt westlich des Kernbereichs von Hude. 
Nördlich erstreckt sich das 377 Hektar große Naturschutzgebiet Holler- und Wittemoor und südöstlich das 627 Hektar große Naturschutzgebiet Hasbruch.
Die A 29 verläuft westlich, die A 28 südlich und die B 212 östlich.

## Geschichte
Lintel wurde erstmals 1272 in einer Schenkungsurkunde als Lintlo genannt.

## Persönlichkeiten

### Söhne und Töchter
- Heinz Witte-Lenoir (1880–1961), Maler